# Alexander Rudnay Divékújfalusi
Alexander Rudnay Divékújfalusi (ur. 4 października 1760 w Szentkereszt, zm. 13 września 1831 w Esztergom) – węgierski duchowny rzymskokatolicki pochodzenia słowackiego, kardynał, arcybiskup metropolita Ostrzyhomia, prymas Węgier. 

## Życiorys
Święcenia kapłańskie przyjął 12 października 1783. W latach 1816–1819 biskup Siedmiogrodu. Od 1819 arcybiskup metropolita Ostrzyhomia i prymas Węgier. Kreowany kardynałem na konsystorzu 2 października 1826. Była to nominacja in pectore, została ujawniona podczas konsystorza 15 grudnia 1828.